# 小馬爾特尼夫卡
48°23′26″N 38°58′0″E / 48.39056°N 38.96667°E
小馬爾特尼夫卡（烏克蘭語：Мала Мартинівка）是位於烏克蘭東部的村莊，由盧甘斯克州卢甘斯克区的盧圖希內市鎮負責管轄。該村始建於1901年，面積0.05平方公里，海拔高度121米，2001年人口45，人口密度每平方公里900人。